# Fugakukai
Fugakukai, (jap.: 富嶽會) škola koja podučava aikido. Fugakukai doslovno znači "sretna udruga na planinske vrhove". Trenutno se jedan Fugakukai dođo nalazi u Sjedinjenim Američkim Državama, a drugi u Kanadi. Škola pored aikida, podučava džudo, i đođucu.

## Vanjske poveznice
- Fugakukai International Aikido Association homepage